# Volby v Gruzii
Volby v Gruzii jsou svobodné. Volí se do parlamentu a místních zastupitelstev. Každých pět let se konají prezidentské volby. Do jednokomorového Národního shromáždění je voleno 150 poslanců na čtyřleté volební období, kde 75 poslanců se volí poměrným volebním systémem a 75 většinovým volebním systémem.

## Dominantní politické strany
- Sjednocené národní hnutí
- Gruzínský sen
- Naše Gruzie - svobodní demokraté
- Republikánská strana Gruzie
- Průmysl zachrání Gruzii